# Проноцера

Проно́цера (лат. Pronocera Motschulsky, 1859 = Gonocallus LeConte, 1873 = Protocallidium Csiki, 1904 = Pseudophymatodes Pic, 1901) — рід жуків з родини вусачів. В українських Карпатах поширений один вид:
- Проноцера вузькотіла (Pronocera angusta Kriechbaum, 1844).

Рід Проноцера еволюційно близький до роду Вусач-булавоніг (Rhopalopus).